# Skogsbranden i Tyresta nationalpark 1999
Skogsbranden i Tyresta nationalpark inträffade mellan den 1 och 7 augusti 1999, då cirka 450 hektar skog förstördes, vilket är cirka 10 procent av dess sammanlagda markyta. Brandområdet låg på östra, södra och västra sidan om Stensjön i Tyresta nationalpark.  Skogsbranden i Tyresta var den dittills största räddningsinsatsen någonsin i Sverige.

## Branden

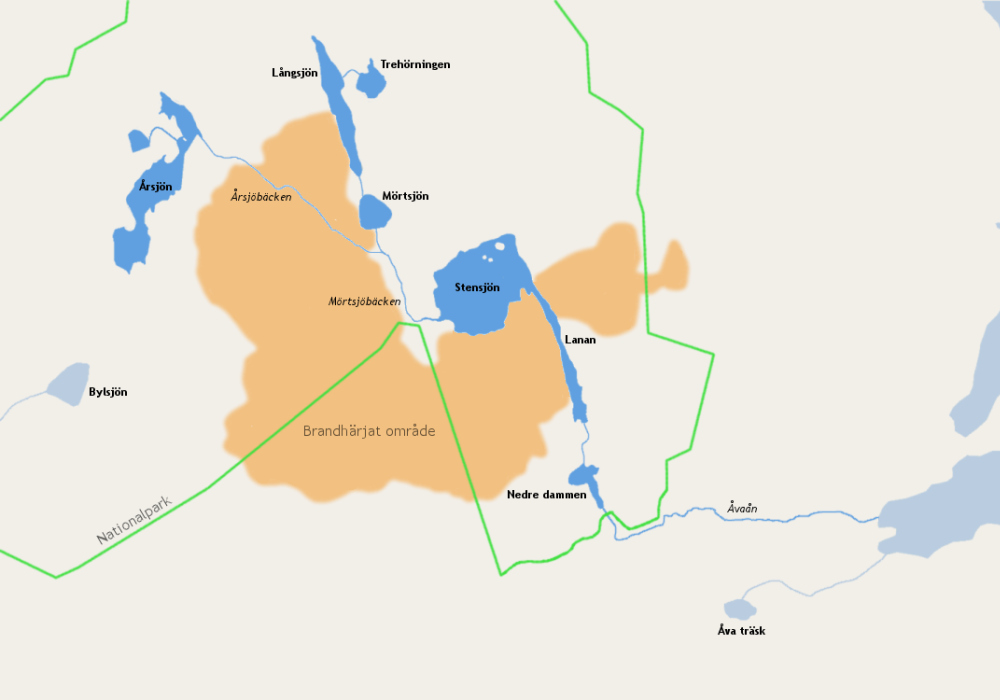
Översiktskarta, brandområdet i brunt.

Söndagen den 1 augusti 1999 utbröt en brand i Tyresta nationalpark och naturreservat. Branden började öster om Vargklåva mosse (öster om Stensjön) och spred sig sedan med stor kraft västerut över Stensjön och Lanan och sedan norrut. På söndagskvällen hade så mycket som 200 hektar eldhärjats.
Branden var mycket svårsläckt, eftersom brandområdet låg en kilometer från närmaste väg. Med hjälp av 18 mil brandslangar lyckades räddningstjänsten släcka elden. Även vattenbegjutning från luften användes, som mest med sex helikoptrar. Tre av dessa med kapacitet att arbeta i mörker. Först fredagen den 6 augusti ansåg sig brandförsvaret ha ”branden under kontroll” och dagen därpå spärrades brandområdet av genom polisen och eftersläckning samt övervakning följde.
Nio månader senare kunde brandområdet åter öppnas för allmänheten. Den stora branden förändrade området väster om Stensjön, kvar blev ett säreget, kargt och förkolnat landskap, som numera är under en ständigt förnyande utveckling och en av parkens sevärdheter.
I brandens spår fann man en del sällsynta arter, bland andra olika exemplar av brandnäva och svedjenäva. Tack vare branden kunde successionsordningen observeras, eftersom ett nytt ekosystem hade skapats. Vindburna växtarter som exempelvis tall och mjölkört etablerade sig först. En del arter såsom tjäder missgynnades av branden medan andra gynnades, däribland sotsvart praktbagge. Det har upptäckts ett antal helt okända insekter, bland dem en liten fältgallmygga, som döptes efter Tyresta nationalpark och fick namnet Tritozyga tyrestaenensis.

## Konsekvenser
Branden medförde även ett utmärkt tillfälle för arkeologer att undersöka området. Eftersom torvskiktet avbrändes blev det lättare att hitta spår efter forntida människors verksamhet. År 2000 genomfördes en arkeologisk specialinventering av brandområdet som ledde till över 120 nya fyndplatser. Dessa härstammade huvudsakligen från stenåldern och det man hittade var bland annat flisor av kvarts, som användes till olika verktyg och vapen.

## Galleri

Hur naturen förändras efter en skogsbrand.
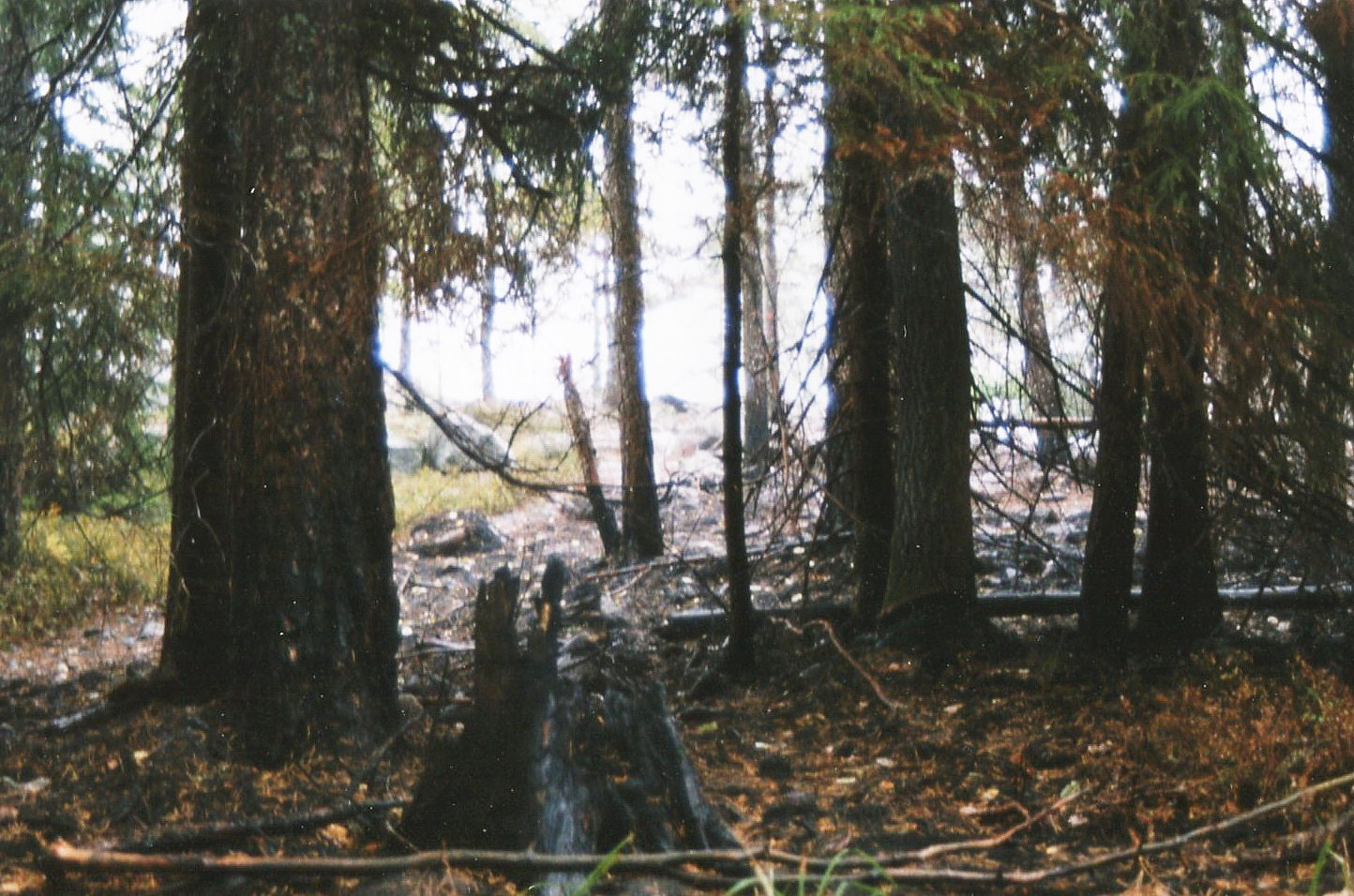
Augusti 1999
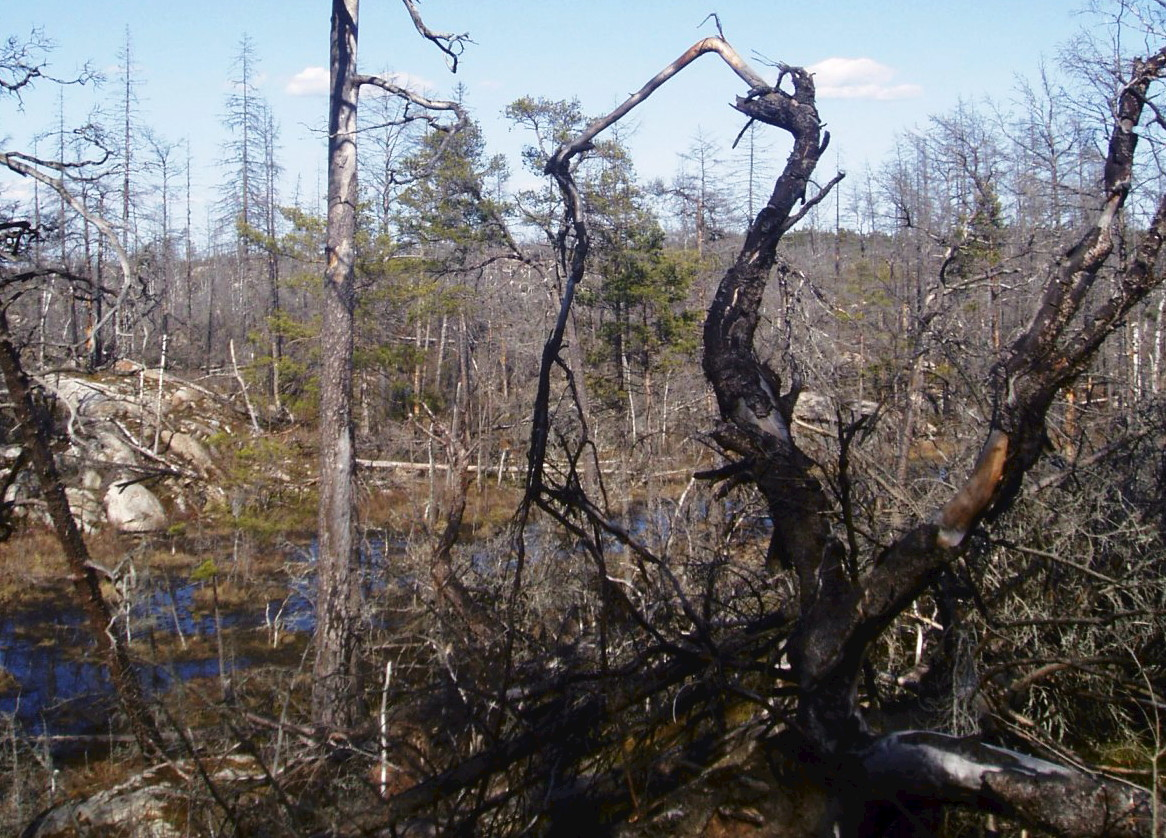
April 2006
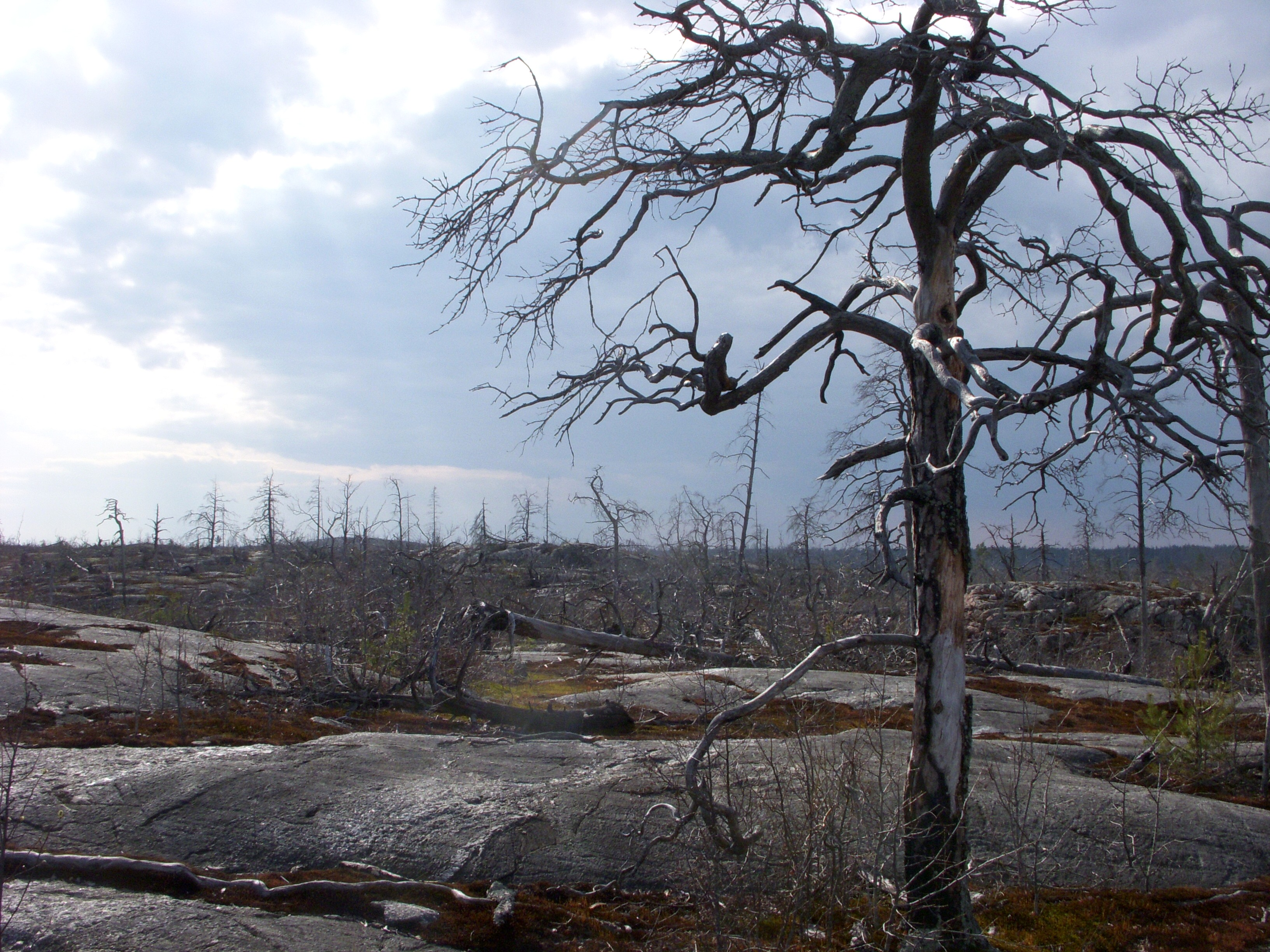
April 2011
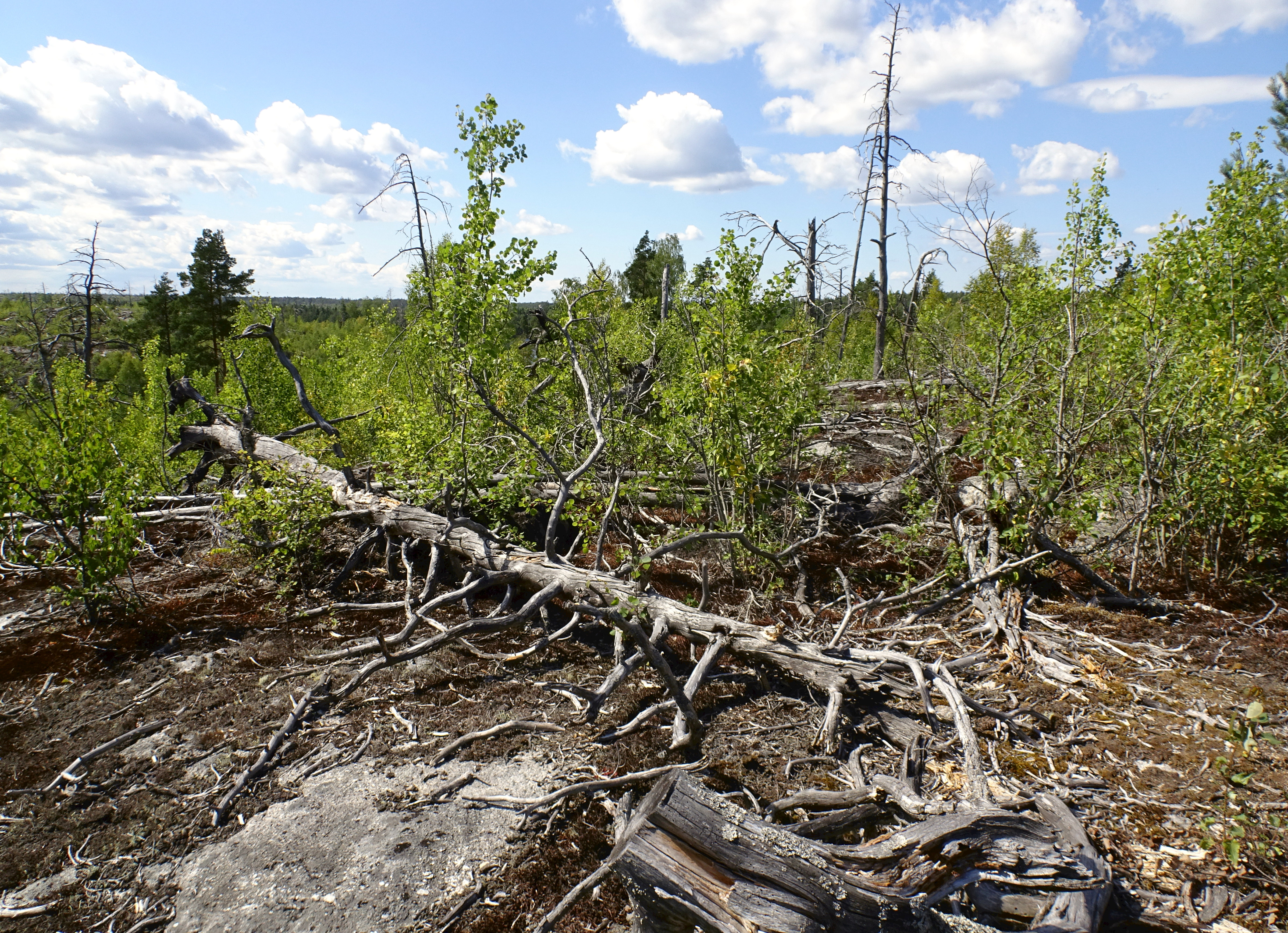
Juli 2017
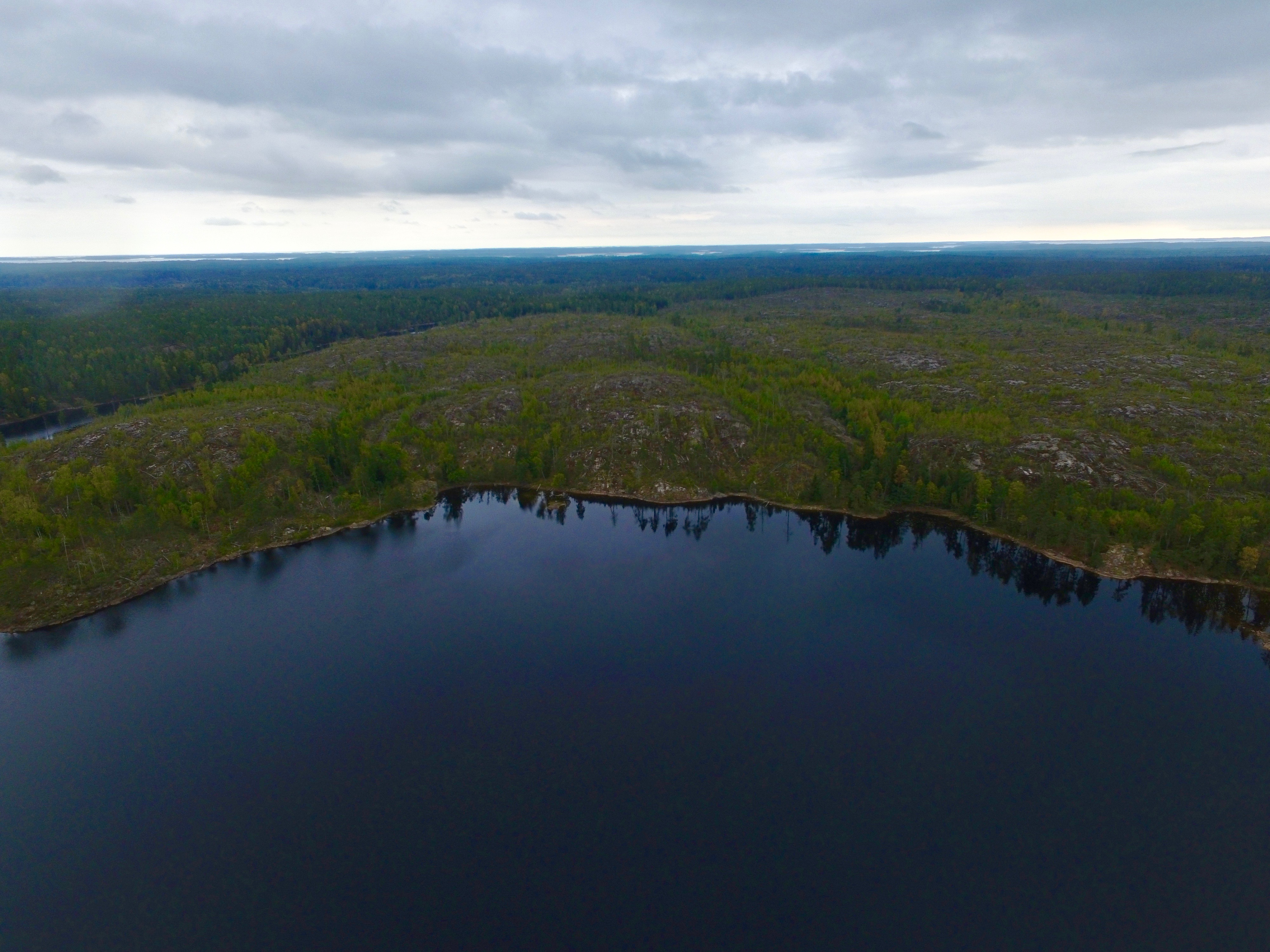
September 2016